# Volei Club Unic Piatra Neamț 2015-2016
Questa voce raccoglie le informazioni riguardanti il Volei Club Unic Piatra Neamț nelle competizioni ufficiali della stagione 2015-2016.

## Organigramma societario
Area direttiva
- Presidente: Oana Năstasă

Area organizzativa
- General manager: Vasile Ouatu

Area tecnica
- Allenatore: Mihaela Voivod

## Rosa
| N° | Nome              | Ruolo | Data di nascita   | Nazionalità sportiva |
| -- | ----------------- | ----- | ----------------- | -------------------- |
| 1  | Sorina Buz        | S/O   | 14 aprile 1988    | Romania              |
| 2  | Iuliana Matache   | C     | 14 settembre 1994 | Romania              |
| 3  | Alexandra Ciucu   | L     | 13 novembre 1995  | Romania              |
| 4  | Andreea Bulai     | S     | 15 luglio 1998    | Romania              |
| 5  | Mădălina Popîrda  | S     | 1º gennaio 1999   | Romania              |
| 6  | Andra Cozma       | S     | 2 novembre 1997   | Romania              |
| 7  | Ștefania Șuțan    | P     | 1º gennaio 2000   | Romania              |
| 8  | Andreea Marin     | C     | 12 maggio 1991    | Romania              |
| 9  | Andreea Munteanu  | P     | 5 settembre 1994  | Romania              |
| 10 | Ana-Maria Hambele | S     | 21 gennaio 1988   | Romania              |
| 11 | Alexandra Pintea  | P     | 15 aprile 1990    | Romania              |
| 13 | Daniela Lupescu   | S     | 5 maggio 1986     | Romania              |